# يوسف درويش (ممثل)
يوسف درويش (16 يوليو 1941 - 14 نوفمبر 2010 )، ممثل كويتي. شارك في بعض الأعمال الكوميدية في مسيرته.

## عنه
بدأ حياته الفنية في تلفزيون الكويت، يعتبر من مؤسسي فرقة المسرح العربي بمشاركته في العديد من المسرحيات التي أنتجتها الفرقة في الستينيات والسبعينيات مثل مسرحية «حط حيلهم بينهم» التي عرضت عام 1968 ومسرحية «الليلة يصل محقان» التي عرضت عام 1969 وجميع هذه المسرحيات تصدى لإخراجها المخرج حسين الصالح الدوسري. «بودرويش» يعتبر أشهر كومبارس ناطق في الفن الخليجي حيث يستعين به كبار النجوم لتقديم كركترات معينة سواء من خلال أعمالهم التلفزيونية والمسرحية حيث يجد متعة كبيرة في تجسيد مثل هذه الكركترات التي تظل راسخة في عقول المشاهدين ولأنه محب للفن بشكل لا يوصف فهو لا يمانع من تجسيدها وذلك للعلاقة الطيبة التي تجمعه بهؤلاء النجوم .

## أعماله

### من المسلسلات
- لعبة الكبار
- ابن الحطاب.
- الأقدار.
- المغامرون الثلاثة.
- أبو الفلوس.
- الخطأ والعقاب - سهرة تلفزيونية.
- إزعاج.
- الملقوفة.
- الماضي وخريف العمر.
- الخروج عن الهاوية.
- طش ورش.
- عبد الله البري وعبد الله البحري.
- زارع الشر.
- دلق سهيل.
- بو هباش.
- ما يبقى غير الحب.
- طير الخير.
- غنائيات - برنامج.
- الدردور.
- سوق المقاصيص.
- قرقيعان 2 - برنامج.

### من المسرحيات
- حط حليهم بينهم.
- الليلة يصل محقان.
- عالم نساء ورجل.
- على هامان يا فرعون.

### من الأفلام
- بس يا بحر.

## روابط خارجية
- يوسف درويش على موقع قاعدة بيانات الأفلام العربية